# Oreocereus celsianus
Oreocereus celsianus är en kaktusväxtart som först beskrevs av Salm-dyck, och fick sitt nu gällande namn av Alwin Berger och Riccob. Oreocereus celsianus ingår i släktet Oreocereus och familjen kaktusväxter. Inga underarter finns listade i Catalogue of Life.

## Bildgalleri

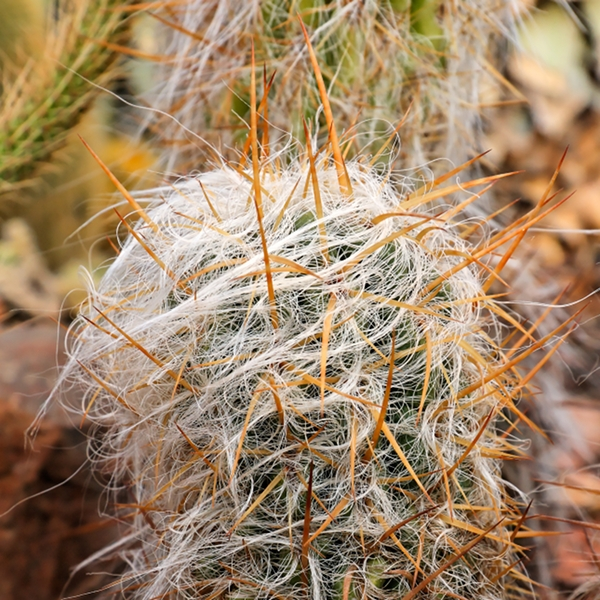
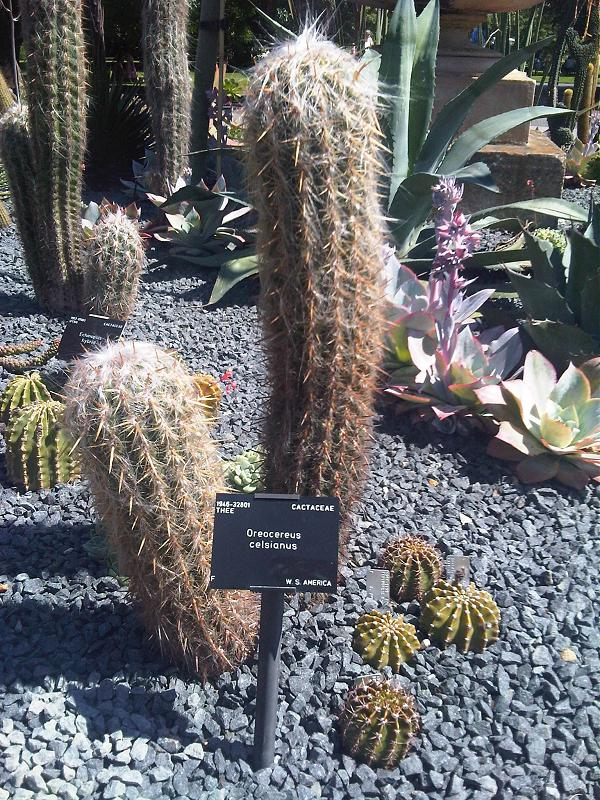
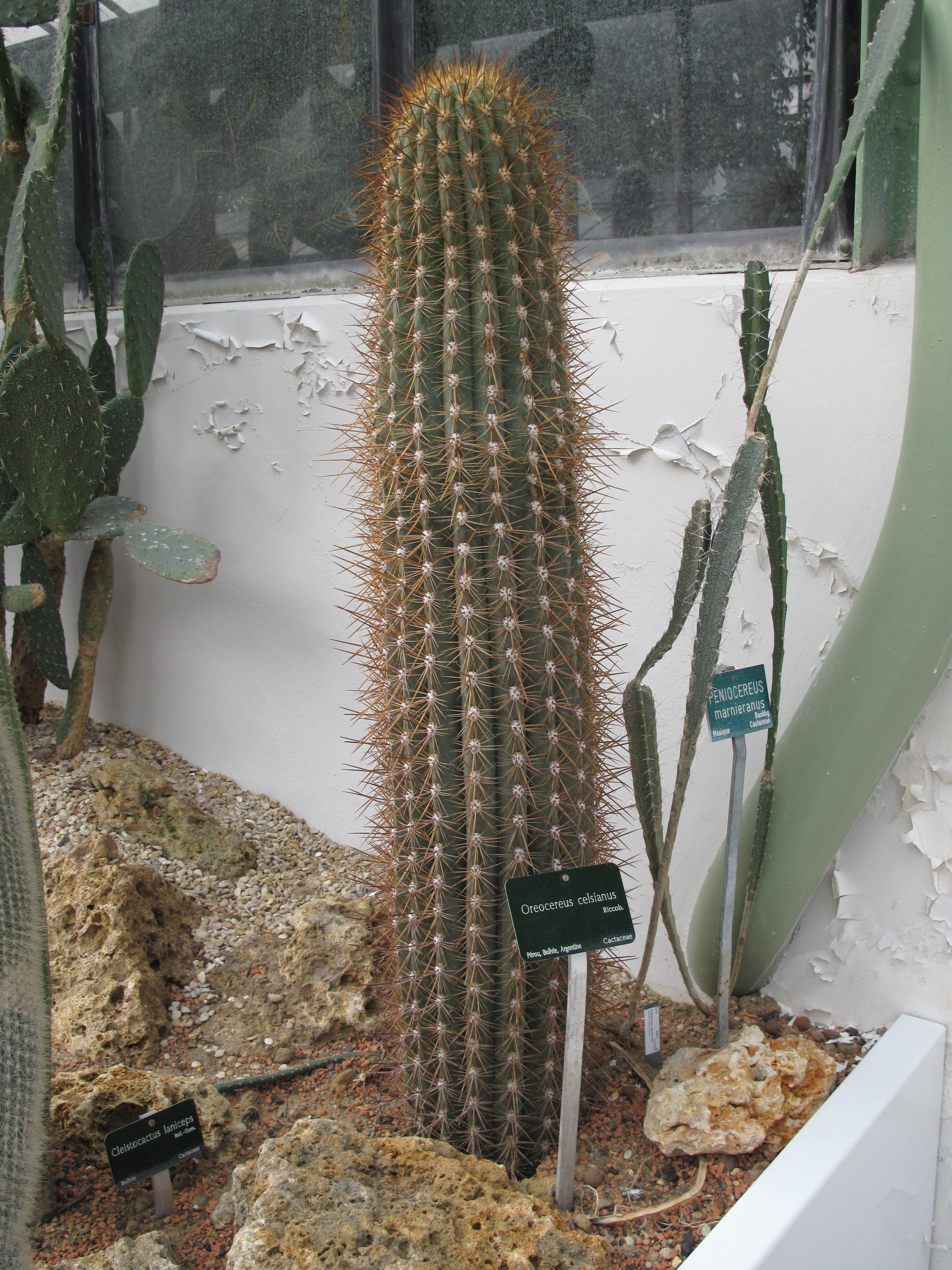
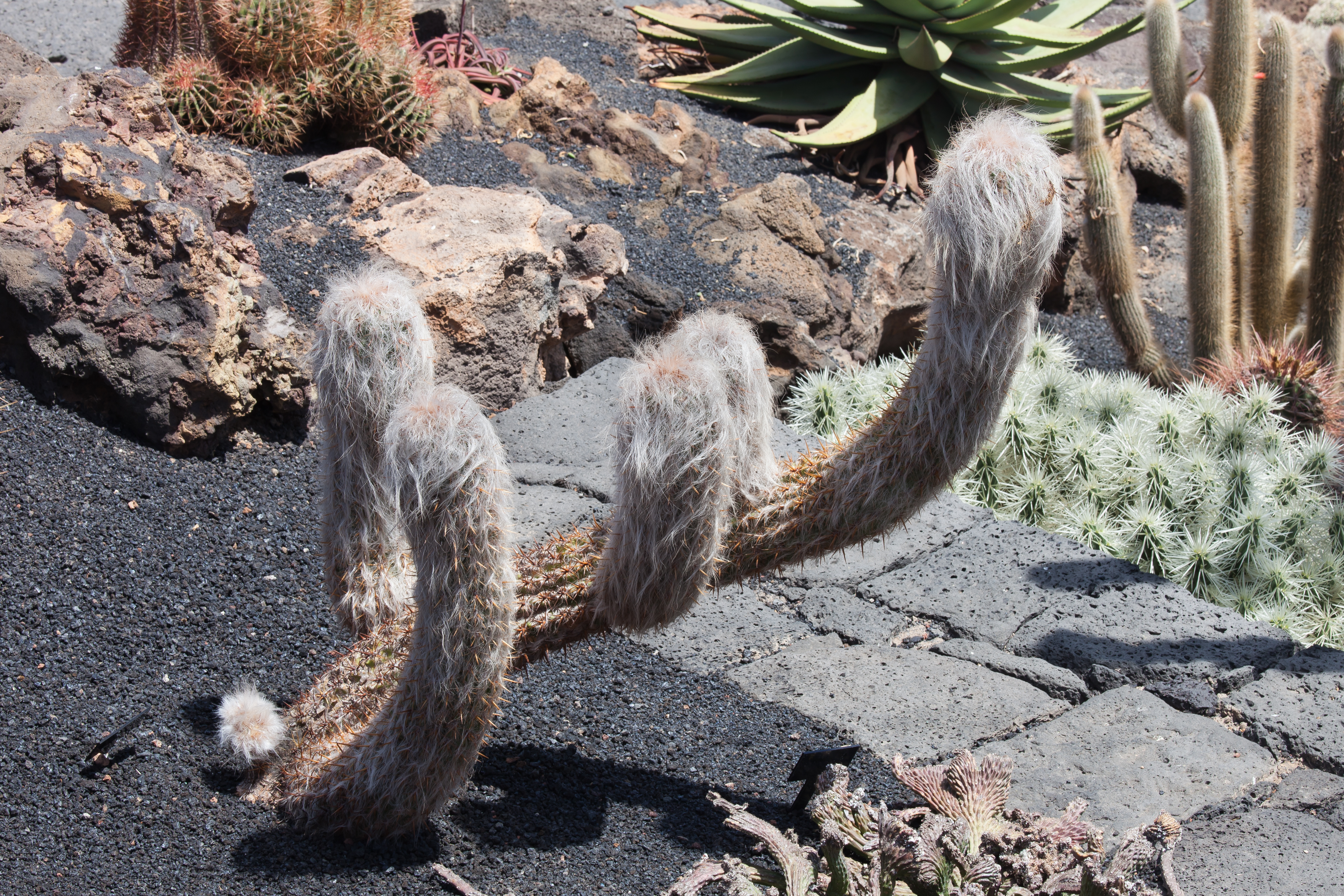
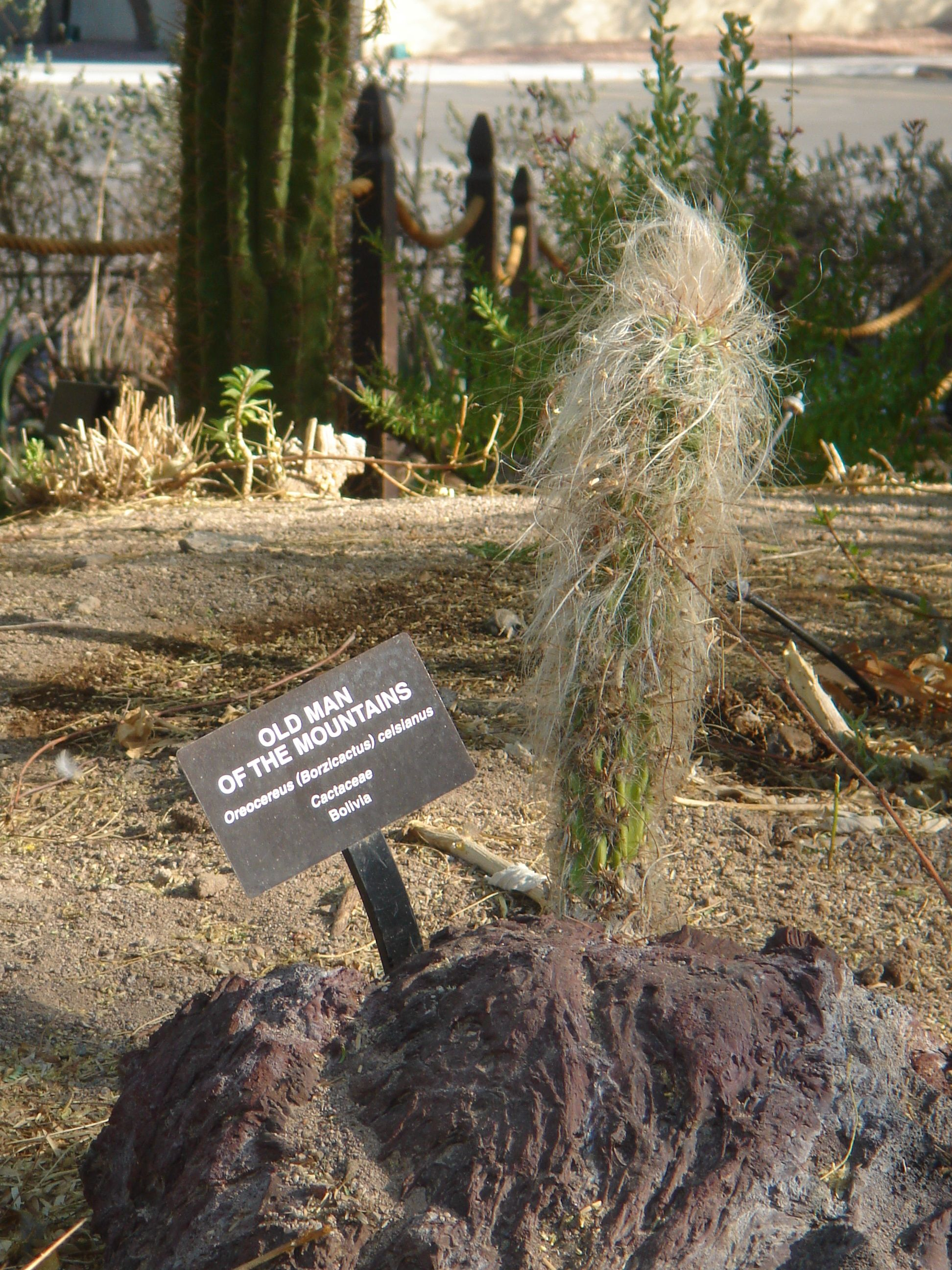
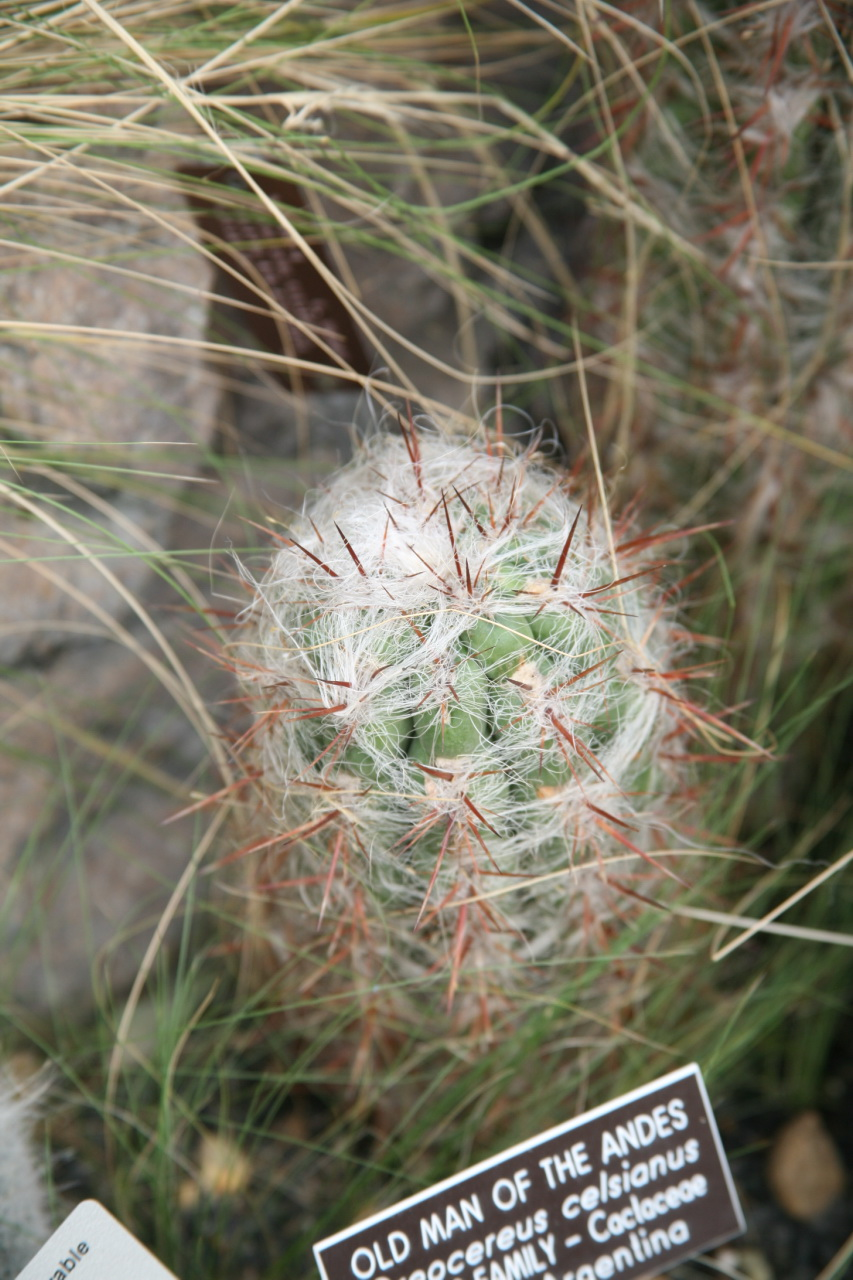

## Källor

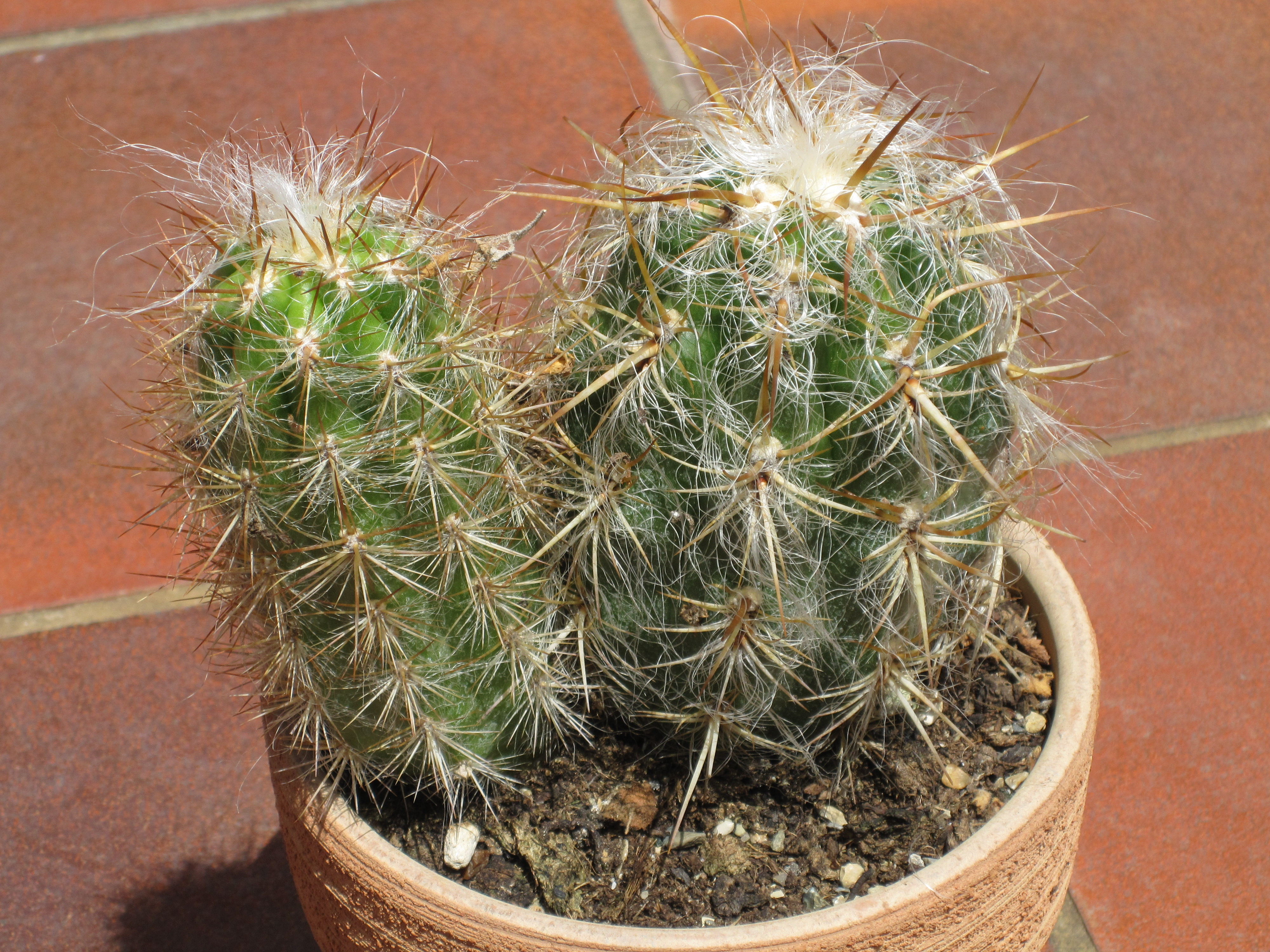
Orocereus celsianus